# Zelia verterbrata
Zelia verterbrata är en tvåvingeart som först beskrevs av Thomas Say 1829.  Zelia verterbrata ingår i släktet Zelia och familjen parasitflugor. Inga underarter finns listade i Catalogue of Life.